# Rio Rideau

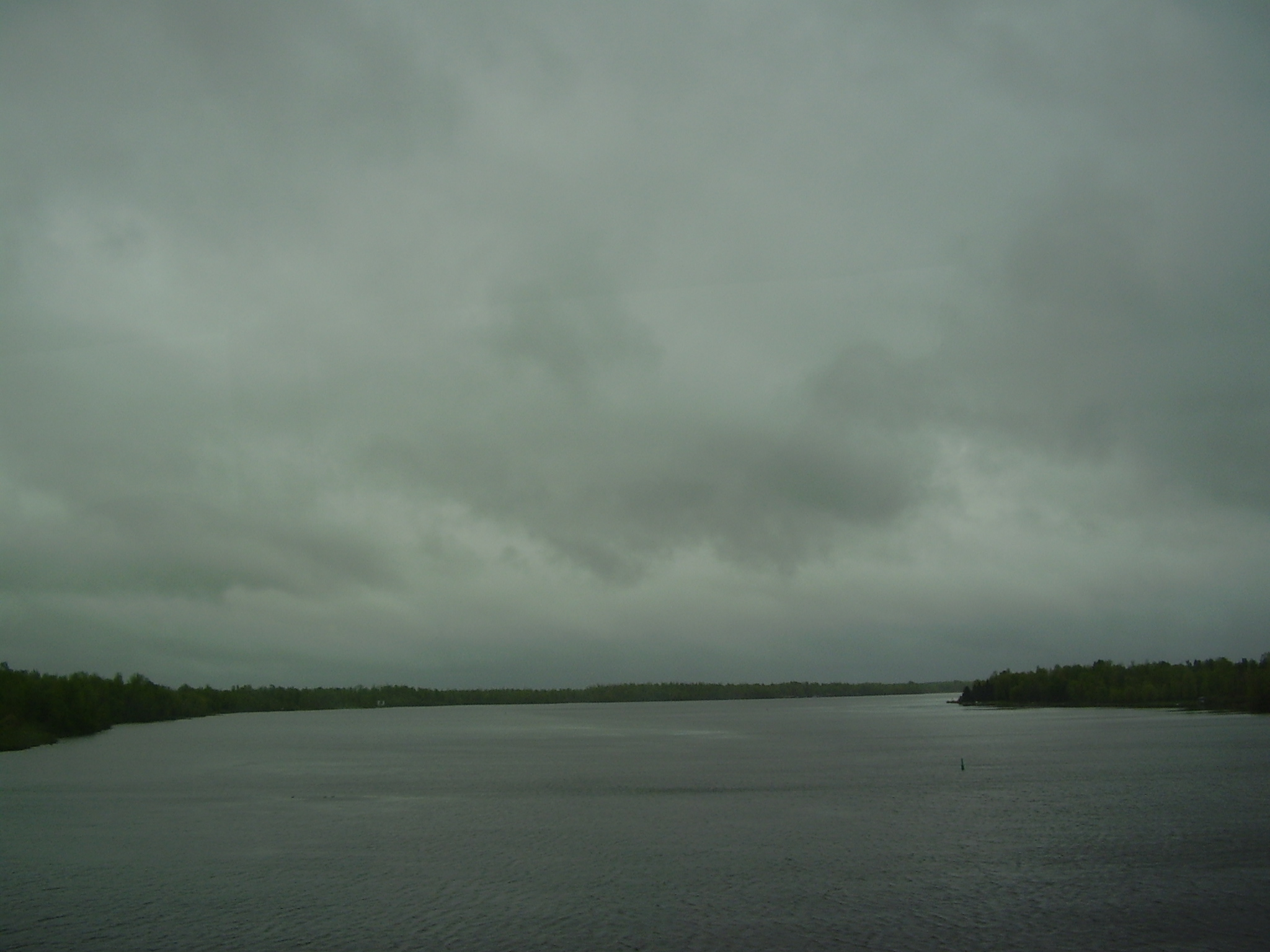
Rio Rideau no extremo sul de Ottawa.

O Rio Rideau é um rio que nasce no Lago Upper Rideau, e desemboca no Rio Ottawa, localizado no Canadá. Seu comprimento é de 146 km. A origem de seu nome vêm da palavra francesa Rideau, que significa "cortina". O rio passa pela capital canadense de Ottawa.

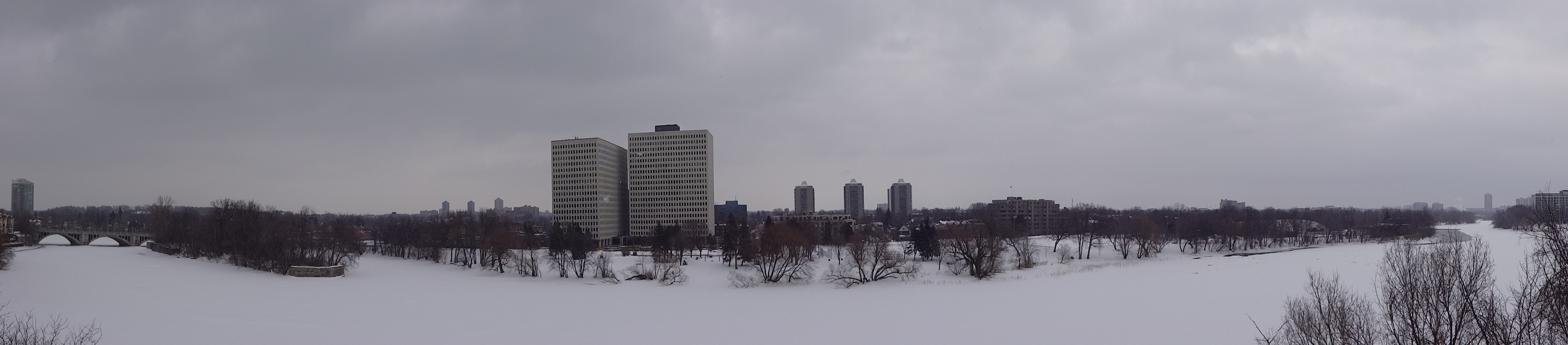
Vista panorâmica do rio, próximo à rua Wilbrod.